# Addio, amore!
Addio, amore! è un film italiano del 1943 diretto da Gianni Franciolini. Il soggetto è stato tratto dai racconti Addio, amore! e Castigo di Matilde Serao.

## Trama
Napoli, 1880. Due giovani sorelle, Anna e Laura Acquaviva, di nobile famiglia, rimaste orfane, sono affidate alla tutela di un nobile napoletano, amico di casa. Anna, la più giovane delle due, di temperamento sensibile e irrequieto, presto si innamora del tutore e gli dichiara il suo amore minacciando il suicidio. Sorpreso ma attratto dalla sua affascinante giovinezza, il tutore la sposa. Tuttavia, dopo un breve periodo di serenità, il rapporto viene disturbato dall'invidia e dalla gelosia di Laura che, insidiando il cognato, riesce a intrecciare con lui una relazione. Quando viene a sapere del tradimento, la giovane sposa finisce col togliersi la vita. Il marito muore in un duello con un innamorato della consorte.

## Distribuzione
Il film venne distribuito nel circuito cinematografico italiano il 31 dicembre del 1943.

## Accoglienza

### Critica italiana
- "Con questo film si chiude la sfilata dei romanzi ottocenteschi, che nell'ultimo triennio hanno alimentato una parte considerevole della cinematografia italiana. Dopo avere attinto a Capuana, a Fogazzaro, a De Marchi, non si poteva lasciar da parte la Serao, che ha dipinto la società del suo tempo [...] il mondo elegante della Napoli del 1880, con le carrozze imbottite, i portieri gallonati e candelabri sempre accesi.[..] Il regista Franciolini si è posto sul piano dell'interpretazione fedele e gliele va data lode. Si può peraltro osservare che una maggior convinzione nella materia trattata avrebbe aggiunto valore al film, il quale d'altro canto poteva essere ravvivato da un procedimento narrativo meno usuale. Quanto a Clara Calamai, questa attrice ha un bel petto, ma ne abusa." (Raul Radice, Corriere della Sera, 21 dicembre 1943)
- "[...] nella riproduzione del mondo narrativo della scrittrice napoletana, il lavoro di Gianni Franciolini si può dire perfettamente riuscito. Il guaio è che la ricca fantasia dell'autrice è troppo imbevuta di sdolcinature romantiche, per cui il film ne ha molto risentito. Il perverso egoismo [..] è reso da Clara Calamai con rara potenza d'arte. Molto bravi anche Lupi e Jaqueline Laurent. [...] Ricchi gli scenari, nitidissima la fotografia, ottima la regia." (Vice, La Tribuna, 21 aprile 1944)[senza fonte]